# Gottlieb Mezger
Christian Gottlieb Mezger (* 26. Dezember 1878 in Nellingen, Oberamt Esslingen; † 17. Mai 1956 in Esslingen am Neckar) war ein württembergischer Landtagsabgeordneter.

## Leben und Werk
Der Sohn des Zimmermanns und Gemeindepflegers Christian Gottlieb Mezger (1854–1929) machte nach dem Besuch der Volksschule einer Druckerlehre. Bis 1933 arbeitete er als Buchdrucker. Danach war er selbstständiger Kaufmann für Mineralwasser in Nellingen.
Um 1900 war Mezger Mitgründer und 1. Vorsitzender der SPD in Nellingen. Von 1919 bis 1933 gehörte er dem Nellinger Gemeinderat an. Nach 1945 wurde er wieder in den Gemeinderat gewählt. Von 1945 bis 1948 fungierte er als Bürgermeister der Gemeinde Nellingen.

## Politik
Von 1920 bis 1924 wurde er für den Wahlkreis Esslingen-Nürtingen in den ersten Landtag des freien Volksstaates Württemberg gewählt. Ein zweites Mal gelang ihm der Sprung in den Landtag von 1928 bis 1932 im Wahlverband Esslingen-Nürtingen-Kirchheim.

## Weblink
- Biografie von Gottlieb Mezger. In: Wilhelm H. Schröder: Sozialdemokratische Parlamentarier in den deutschen Reichs- und Landtagen 1876–1933 (BIOSOP)

| Personendaten    | Personendaten                          |
| ---------------- | -------------------------------------- |
| NAME             | Mezger, Gottlieb                       |
| ALTERNATIVNAMEN  | Mezger, Christian Gottlieb             |
| KURZBESCHREIBUNG | württembergischer Landtagsabgeordneter |
| GEBURTSDATUM     | 26. Dezember 1878                      |
| GEBURTSORT       | Nellingen auf den Fildern              |
| STERBEDATUM      | 17. Mai 1956                           |
| STERBEORT        | Esslingen am Neckar                    |